# José Álvarez de la Fuente
José Álvarez de la Fuente, llatinitzat Josephus Alvarus de Fonte, (? - 1735) va ser un frare franciscà, predicador de Felip V, de la primera meitat del segle xviii. Va ser periodista i historiador eclesiàstic i civil espanyol.
Madrileny, segons Julio Cejador i Frauca, va ser Predicador general i del rei Felipe V i va fundar i va redactar un dels primers periòdics espanyols, el Diari Històric, Polític, Canònic i Moral, tretze edicions mensuals publicats el 1732. Cadascun tenia més de 500 pàgines i, segons Pedro Gómez Aparicio, consignava les informacions més variades, encara que per Francisco Aguilar Piñal era més aviat "una relació cronològica d'efemèrides religioses", la qual cosa sembla més cert; és gairebé il·legible pel seu estil embullat. Segons els seus promotors el títol es devia al fet que no seguia un ordre puntual de mesos ni anys. Això es va solucionar publicant un dècim-tercer tom d'índexs. Juntament amb el Diari dels Literats i el Mercuri Històric i Polític va ser un dels primers periòdics que es van publicar a Espanya durant el regnat de Felipe V.

## Obres
- Succesión Pontifícia, Epítome historial de la vides, fets, i resolucions, dels pontífexs, des de Sant Pere, primer Vicari de Christ... fins a Benedicto XIII; amb la cronologia universal dels dies de les seves eleccions, morts i seus vacants..., vuit vols., Madrid, 1729, 1731, 1746.
- Diari Històric, Polític, Canònic, i Moral. Dividit en dotze parts pels dotze mesos de l'any. Madrid: Thomas Rodríguez Fredes, 1732, 13 vols.; el tretzè correspon a l'índex de l'obra.[4]
- Teatre eclesiàstic, dos volums.
- Història cronològica dels Cardenals de l'Ordre menor de Sant Francesc
- Acta i vida del V[enerable]. F[ray] Juan de Zumárraga.
- Sucesión real de España: vides, i fets dels seus reis de Lleó, i de Castella des de D. Pelayo, que va ser el primer que donar principi a la seva restauració, fins al nostre Gloriosíssim Monarca, el senyor Ferran Sisè, que avui regna: amb els seus naixements, fets memorables, conquestes, cronologies, fundacions que van fer, lleis que van ordenar en el temps dels seus regnats. Madrid, 1735, tres volums; es va reimprimir en aquest segle almenys dues vegades més, el 1747 i 1757.[5]
- Novena y afectuosa deprecación a la milagrosa imagen de Nuestra Señora de los Peligros, que se venera en él... Convento de la Piedad Bernarda, llamado... de la Ballecas, Madrid: per Lorenzo de Sant Martín, 1787.[6]